# Stibochiona persephone
Stibochiona persephone är en fjärilsart som beskrevs av Otto Staudinger 1892. Stibochiona persephone ingår i släktet Stibochiona och familjen praktfjärilar. Inga underarter finns listade i Catalogue of Life.